# Dabar
Dabar är en kommun i Otočac, Lika-Senjs län, Kroatien. Dabar ligger ungefär 150 km sydväst om Zagreb och är beläget mellan bergsområdena Velebit (vid Senj) och Kapela, nära Plitvicesjöarna. Bebyggelsen ligger på ungefär 600 meters höjd över havet.

## Befolkning
Statistik befolkning Dabar.
| År   | Befolkning |
| ---- | ---------- |
| 1971 | 1041       |
| 1981 | 743        |
| 1991 | 596        |
| 2001 | 207        |